# Oldsmobile Intrigue
La Intrigue è un'autovettura mid-size prodotta dalla Oldsmobile dal 1998 al 2002.

## Il contesto
Molti tratti del design della Intrigue furono visti per la prima volta nel 1995 sulla concept car Oldsmobile Antares, anche se la vettura che ispirò di più la linea del modello fu la Aurora.
La Intrigue fu lanciata sul mercato per sostituire la Cutlass Supreme e per competere con le automobili giapponesi. La produzione della Intrigue iniziò il 5 maggio 1997, e fu fabbricata solo in versione berlina quattro porte.
Era piuttosto simile alle altre berline mid-size del gruppo General Motors, vale a dire la Buick Century, la Buick Regal, la Chevrolet Impala, la Chevrolet Monte Carlo e la Pontiac Grand Prix.
I livelli di allestimento furono tre: base (chiamato GX), intermedio (GL) e superiore (GLS).
Gli ultimi 500 esemplari della Intrigue furono prodotti in una serie speciale, chiamata Final 500 Collector's Edition. Erano verniciate con un colore speciale, più precisamente ciliegia scuro, ed avevano installato cerchioni cromati di 17 pollici derivati da quelli montati sulla Aurora. Queste ultime 500 vetture avevano applicato il logo storico della Oldsmobile, ed ai clienti che le acquistarono fu consegnato un certificato che attestava l'appartenenza dell'esemplare alla serie speciale.
L'ultima Intrigue uscì dalle catene di montaggio il 14 giugno 2002; il modello fu la prima “vittima” del processo di soppressione del marchio Oldsmobile, che fu annunciato dal gruppo General Motors nel dicembre 2000 e che avvenne poi nel 2004.
L'ultima Intrigue venduta al pubblico (la n° 499 della serie speciale) fu ordinata da un membro appartenente alla sezione della California del Sud del Club Oldsmobile d'America, ed aveva la capote firmata dai lavoratori dello stabilimento Kansas City, dove fu costruita.

## Caratteristiche tecniche
Tutte le Intrigue erano costruite nello stabilimento General Motors Fairfax di Kansas City, nel Kansas, dove venivano assemblate anche le Grand Prix (la Century, la Regal, la Impala e la Monte Carlo furono invece prodotte ad Oshawa, Canada). La Intrigue era montata sulla seconda generazione del pianale W della General Motors. Era un modello a trazione anteriore e con motore montato nell’avantreno.
Fin dall'inizio fu introdotto un nuovo motore V6 da 3,5 L di cilindrata e con bialbero in testa. Era un motore a 6 cilindri derivato dal V8 Cadillac Northstar, e venne perciò soprannominato Shortstar. La sua sigla identificativa era LX5. Questo motore divenne di serie nel 2000, dando alla Intrigue il più potente propulsore non opzionale montato su una vettura basata sul pianale W della General Motors.
Un altro propulsore disponibile era il cosiddetto L36. Era anch'esso un V6, ma di derivazione Buick. La cilindrata era di 3,8 L e possedeva le valvole montate in testa.
La trasmissione era formata da un cambio automatico a quattro rapporti di sigla 4T65.
Un'altra esclusiva era un tachimetro che aveva la scala fino a 140 mph (circa 225 km/h). Con il pacchetto Autobahn, la Intrigue veniva equipaggiata con dischi freno anteriori maggiorati, del diametro di 12 pollici (circa 305 mm); si trattava del primo modello basato su piattaforma W di seconda generazione a montare dischi freno maggiorati. Nei modelli degli anni 1998-99, il pacchetto Autobahn comprendeva anche un rapporto al ponte di 3,29:1, al contrario della versione di serie che montava un rapporto al ponte di 3,05:1, ed in più aveva installato pneumatici con indice di carico H, dischi anteriori da 12 pollici con pastiglie in materiale ceramico e limitatore di velocità settato a 128 mph (circa 206 km/h). Nel 2000 il pacchetto fu rinominato Precision Sport Package, e comprendeva ciò che era offerto dal pacchetto Autobahn eccetto i dischi freno maggiorati di 12 pollici. In aggiunta era però disponibile il controllo elettronico della stabilità.

## Motorizzazioni
- 1998–1999 • L36: V6 da 3,8 L di cilindrata, valvole in testa, 195 CV di potenza a 5200 giri al minuto e 300 N•m di coppia a 4000 giri al minuto;
- 1999–2002 • LX5, V6 da 3,5 L di cilindrata, bialbero in testa, 215 CV di potenza a 5600 giri al minuto e 318 N•m di coppia a 4400 giri al minuto[1].

## I cambiamenti anno per anno
- 1998: motore da 3,8 L, assenza dell'allestimento GX, antenna radio esterna;
- 1999: il motore bialbero in testa da 3,5 L Shortstar era montato di serie per l'allestimento superiore GLS ma era opzionale per la versione intermedia GL e per quella base (GX). I primi modelli dell'allestimento GLS potevano essere ordinati con il motore da 3,8 L al posto del propulsore da 3,5 L, montato di serie, ma più tardi il primo fu ritirato dal mercato. Rimase quindi disponibile solamente secondo, che fu montato su tutte le versioni. Sul bagagliaio fu applicata una piccola targa raffigurante il logo Oldsmobile: infatti, l'anno precedente molti clienti si lamentarono per il fatto che non erano presenti scritte che comprovassero l'appartenenza della Intrigue alla gamma Oldsmobile. Il nome della Casa automobilistica di Lansing fu anche riportato sulle luci di retromarcia. Tutte le versioni avevano il volante rivestito di pelle. Un sistema d'emergenza della OnStar fu offerto di come optional. Un'antenna radio montata nella parte posteriore fu disponibile di serie.
- 2000: i nuovi cerchi sfoggiavano un più gradevole disegno a sei razze. Era disponibile come optional un sistema anti-slittamento chiamato Precision Control System; era studiato per tenere l'auto in strada frenando singolarmente le ruote in caso di sbandamento. Fu disponibile come optional anche il controllo di trazione. Erano invece di serie degli inserti in pelle applicati sui pannelli delle portiere. La scritta Oldsmobile ora era più grande. Dei nuovi fari anteriori a regolazione automatica erano ora montati di serie su tutte le versioni.
- 2001: sulla versione GX il controllo di trazione da optional diventò di serie. Gli inserti di pelle ed il sistema Precision Control System furono ancora disponibili.
- 2002: in questo anno furono offerti, per la versione GLS, degli interni a due colori, un sistema HomeLink, il tettuccio panoramico ed il sedile del conducente con regolazione lombare. Tutti i modelli erano equipaggiati con un'autoradio che prevedeva la funzione RDS ed il lettore CD (quest'ultimo già installato sulle Aurora). Erano disponibili due nuovi colori speciali per la verniciatura. Tutte le versioni avevano installato cinture di sicurezza con attacco Isofix in tre posizioni sul divanetto posteriore. Per l'allestimento GL era offerto un sistema audio della Bose. Erano ora disponibili nuovi interni imbottiti.